# Consuelo Velázquez
Consuelo Velázquez Torres (Ciudad Guzmán, Jalisco, 21 de agosto de 1916-Ciudad de México, 22 de enero de 2005), popularmente conocida también como Consuelito Velázquez, fue una pianista y compositora mexicana.

## Primeros años
Originaria de Ciudad Guzmán, fue la menor de las cinco hijas del militar y poeta Isaac Velázquez del Valle y su esposa, María de Jesús Torres Ortiz. A los cuatro años de edad comenzó a demostrar un buen oído y grandes aptitudes para la música, por lo que con apenas seis años se inició en los estudios de música y piano en la academia Serratos, en Guadalajara. Después de varios años de estudio, a sus 19 años se trasladó a México, D. F., donde prosiguió con sus estudios y a los 22 años, obtuvo la licenciatura de pianista concertista y maestra de música. Su concierto de grado se llevó a cabo en el palacio de Bellas Artes de la capital y poco después se inició como compositora de música popular. Como concertista de piano, fue solista de la Orquesta Sinfónica Nacional mexicana y de la orquesta filarmónica de la Universidad Nacional Autónoma de México. Cursó perfeccionamiento pianístico con el pianista de fama mundial Claudio Arrau obteniendo el primer lugar en el grupo.

## Compositora
A los 19 años inició como compositora y su legado ha sido notorio. Participó en las estaciones de Radio XEW y XEQ, donde conoció a Emilio Azcárraga Vidaurreta y a Mariano Rivera Conde.
En sus primeras composiciones, decía, “Son canciones de una amiga”, hasta que un día Mariano Rivera Conde, director de Programación de la XEQ, y posterior Director artístico en la industria discográfica mexicana, le preguntó el nombre de su amiga compositora, por cuestiones de derecho de autor, requisito que debía ser cumplido por la XEQ, viéndose acorralada, Consuelo le dijo a Mariano: «Está bien, señor Rivera Conde, son mías». Ese fue el momento del nacimiento de la compositora Consuelo Velázquez. 
Luego, surgió entre otras, canciones como «Bésame mucho»,  la cual “Era un sueño, una fantasía sobre el amor”, diría años después. En 1941 la grabó Emilio Tuero y Chela Campos y el himno se hace internacional, a sus 25 años. Andy Russel la grabó al igual que Jimmy Dorsey llevándola al Hit Parade de 1944 por 23 semanas consecutivas. Fue invitada por Ralph Peer al Hollywood Canteen repleto de soldados el día del desembarco de Normandía. Millones de diversos países, en diversos idiomas la cantaron y la siguen cantando.
Después vinieron: «No me pidas nunca», «Pasional» y «Déjame quererte», fueron de naturaleza romántica. «Amar y vivir», «Verdad amarga», «Franqueza», «Chiqui», «Cachito», «Que seas feliz», «Enamorada», «Orgullosa y bonita» y «Yo no fui» (canción bailable popularizada inicialmente por Pedro Infante y, en años recientes, por Pedro Fernández), 
En 1949, fue socia fundadora, vicepresidenta y presidenta (1967-1982) y presidenta honoraria vitalicia de la Sociedad de Autores y Compositores de México, y vicepresidenta (1973) y presidenta (1974) de la confederación Internacional de Sociedades de Autores y Compositores con sede en París Francia.

### En el cine
Consuelito, fue invitada a las filmaciones en los estudios más importantes del momento, donde conoció Gregory Peck, Rita Hayworth, Bing Crosby, Bob Hope, Carmen Miranda, The Andrews Sisters, Walt Disney y a Salvador Dalí. El proyecto de Hollywood, era lanzarla como estrella por estudios RKO, le pidieron que se mudara allá, dijo que volvería, pues si iba a casar con Conde el 25 de octubre de 1944 pero dicha promesa quedó incumplida. Conde desde RCA Víctor se convirtió en promotor de la época de oro, y Consuelito, fue una estrella más en su repertorio.
Actuó en 2 películas, como actriz en la película argentina de 1938 Noches de carnaval, dirigida por el cineasta Julio Saraceni. También participó como pianista en las películas mexicanas del director Julián Soler Se le pasó la mano de 1952 y Mis padres se divorcian de 1959. 
A lo largo de su vida, compuso música para varias películas mexicanas: A toda máquina (1951), Gigante (1956), dirigida por George Stevens, con Elizabeth Taylor, Rock Hudson y James Dean, Que seas feliz (1956), dirigida por Julián Soler, con música es de Sergio Guerrero, con la supervisión de Mariano Rivera Conde, Moscú no cree en lágrimas (1979), Premio a la mejor película extranjera, pero su verdadera pasión no eran los reflectores, sino la música. Así su música, fue incluida en 21 películas más.
Se supo que entre sus últimas voluntades, dejó siete canciones inéditas, entre ellas: «Donde siempre», destinada a Cecilia Toussaint, «Mi bello Mazatlán», que grabaría la Banda El Recodo, y «Por el camino», que la autora legó a Luis Miguel.

### «Bésame mucho»
Su éxito más conocido: «Bésame mucho», bolero compuesto cuando solo tenía dieciséis años, fue la melodía que más satisfacciones trajo a Velázquez, y que se convirtió en su carta de presentación. Esta canción fue creada antes de que Consuelo recibiera su primer beso de amor. Tras haber sido grabada por el barítono hispano-mexicano Emilio Tuero, en 1944 se hizo su primera adaptación en idioma inglés por parte del famoso pianista y cantante estadounidense Nat King Cole, cuando a este intérprete aún no se le había pasado por la cabeza grabar en idioma español. De ahí en lo sucesivo, fue interpretada por cientos de artistas por todo el mundo, como Pedro Infante, Javier Solís, The Beatles, La Internacional Sonora Santanera, Thalia, Xavier Cugat y su Orquesta, The Ventures, Sammy Davis Jr., Antonio Machín, Lucho Gatica, Plácido Domingo, Vera Lynn, Luis Mariano (quien la popularizó en Francia), Sara Montiel, José Carreras, Ray Conniff y su orquesta, Andrea Bocelli, Frank Sinatra, Luis Miguel, Diana Krall, Filippa Giordano, Zoé, Susana Zabaleta, Mónica Naranjo, entre otros. Traducida a más de veinte idiomas, la canción llegó a ser todo un icono dentro de la música popular. Su gran acierto en los Estados Unidos fue la contextualización de la canción hacia las mujeres que despedían a sus maridos en la Segunda Guerra Mundial.

## Concertista y Maestra de Música
Como concertista de piano tocó con la Orquesta Sinfónica Nacional, la Orquesta Filarmónica de Jalisco y la Filarmónica del Bajío, en recintos como el Palacio de Bellas Artes, el Centro Cultural Ollin Yoliztli, la Sala Nezahualcóyotl, el Museo Nacional de Historia Castillo de Chapultepec y el Teatro Juárez de Guanajuato, y en 1985 asistió como invitada especial al Festival Internacional de Música, en Tokio, Japón.

## Reconocimientos
- 1965. Le fue otorgada la Llave de Oro de la ciudad de Birmingham, Alabama, EU.
- 1971. Fue nombrada la primera Mrs. Amigo, en Brownsville Tx.-Matamoros, Tamaulipas.
- 1977. Medalla de la Paz por las Organización de las Naciones Unidas, junto con su colega el maestro Ramón Inclán Aguilar y el periodista y cantante Wilbert Alonzo Cabrera, Lola Beltrán y María Medina. Dicha medalla les fue entregada por el secretario general de la ONU debido a su participación artística y organización de un suntuoso festival mexicano con motivo del día del personal de las Naciones Unidas.
- 1981. Hija Predilecta de Ciudad Guzmán, Jalisco.
- 1984. Opera Frankfurt la invitó y tocó con la orquesta sinfónica.
- 1989. Special Citation of Achievement Award, por BMI por los más de dos millones de transmisiones en radio y televisión de Bésame mucho.
- 1989 Fue ganadora del Premio Nacional de Ciencias y Artes en el área de Artes y Tradiciones Populares.[8]
- 1990. Premio Jalisco en el área musical.
- 1992. Apareció en el documental sobre su vida Consuelo Velázquez.[9]
- 1996. Credencial de Oro por la Sociedad de Autores y Compositores de México.
- 1999. Univisión declara Bésame Mucho La Canción del Siglo.
- 2003. Fue develado un busto en su honor en la Plaza de los Compositores Mexicanos en la Ciudad de México.
- 2005. Distingue a su obra Que seas feliz como una de las doce canciones más escuchadas del año anterior.
- 2013. Premio La Musa, en el First Latin American Hall of Fame, como La Canción Cumbre de América Latina, en Miami, Florida.
- 2016. le otorga el Reconocimiento Póstumo Juventino Rosas.
- 2016. El centenario de su natalicio con un concierto en el Palacio de Bellas Artes, por el Instituto Nacional de Bellas Artes y Literatura .

## Vida privada
Contrajo matrimonio con el propietario de medios e impulsor de artistas Mariano Rivera Conde (fallecido en 1977), de cuya unión nacieron sus hijos Mariano y Sergio Rivera Velázquez. Ella lo sobrevivió por 30 años y nunca volvió a casarse. Vivió con humildad, y fue amada como un tesoro nacional. En el período comprendido entre 1979 y 1982 formó parte de la Cámara de Diputados del Congreso de la Unión. Su última participación artística la realizó como pianista en el más reciente álbum de la cantante mexicana Cecilia Toussaint titulado Para mí... Consuelo, el cual contiene canciones de Velázquez. 
Afectada por una enfermedad cardiovascular, Consuelo Velázquez falleció el 22 de enero de 2005. Su cuerpo fue trasladado al Palacio de Bellas Artes, escenario de su primera presentación, en medio de una importante manifestación de conocidos artistas y del pueblo, en general. Sus cenizas luego fueron inhumadas en la iglesia de Santo Tomás Moro, donde la autora iba cada domingo a escuchar la misa. 